# 南部靖之
南部 靖之（なんぶ やすゆき、1952年1月5日 - ）は、日本の実業家。パソナ創業者で、株式会社パソナグループ代表取締役グループ代表兼社長並びに株式会社パソナ代表取締役会長CEOを務める。大阪大学大学院国際公共政策研究科招へい教授（かつては客員教授）。

## 人物
兵庫県神戸市出身。兵庫県立星陵高等学校、関西大学工学部卒業。
ベンチャー企業の起業家が一般的ではなかった時代には、ソフトバンクの孫正義、エイチ・アイ・エスの澤田秀雄とともにベンチャー三銃士と称された。

## 経歴
関西大学在学中、「家庭の主婦の再就職を応援したい」という思いで卒業を一月後に控えた1976年2月に、労働者派遣事業（当時は「人材派遣」と呼ばれていた）の「テンポラリーセンター」を設立した。当時、オイルショックの影響もあり、各企業ともに経営縮小を余儀なくされており、南部の派遣ビジネスは多くの企業から歓迎され、事業は急成長を遂げる。
1987年以降、家族と共に米国コネチカット州に移住する。1993年1月にテンポラリーグループのCEO（最高経営責任者）に就任し、同年6月には商号とグループ名を「パソナ」に変更した。阪神淡路大震災の復興事業に貢献する。
2014年現在、パソナ代表取締役グループ代表兼社長として人材派遣を通じたビジネス開拓に努めている。
また、農業従事者の減少と都市部や製造業での失業問題の受け皿として、非正規派遣農業労働者市場を創出しようと活動を行っている。
2025年5月31日付で株式会社パソナグループ代表兼社長最高経営責任者（CEO）を退任。

## 著書

### 主著・共著
- 『人財開国』財界研究所（2004年2月）
- 『この指とまれ』 講談社（2001年10月）
- 石川好と共著『創業は創職である。』東洋経済新報社（2001年1月）
- 孫正義･澤田秀雄と共著『経済再生会議　「変わる」ことを怖れるな』 かんき出版（1999年）
- 『自分を活かせ！―僕はどうやって自己実現したか』 講談社（1996年10月）
- 『超常識パワーの挑戦』 実業の日本社（1988年）
- 『感性ビジネス　創職は五感を狙え』 日刊工業新聞社（1988年）
- 『頭のいい人材派遣会社の活用法』明日香出版社（1987年）
- 『起業家精神で挑む！クリエイティブ・パワー』日本生産性本部（1986年）
- 『ベンチャー型人間が成功する 感性時代のビジネス行動学』 PHP研究所（1985年）
- 『青年帝王学　器を大きくする七ヵ条』かんき出版（1985年）
- 『大志』実業之日本社（1984年）
- ボーングローバル起業論 (起業家育成プロジェクトPart3) ワンプルーフ(2011年)

### 寄稿
- 鶴蒔靖夫著『フリーワーカー』ＩＮ通信社（1993年）
- 栗山良八郎著『とおない男』文藝春秋（1986年）